# إيوجين نجو ليا
إيوجين نجو ليا (بالفرنسية: Eugène N'Jo Léa)‏ (15 يوليو 1931 في باتوتشي – 23 أكتوبر 2006 في دوالا) لاعب كرة قدم كاميروني راحل كان يجيد اللعب في مركز المهاجم .

## المسيرة الرياضية
بدأ نجو ليا مسيرته الرياضية في نادي سانت إتيان الفرنسي سنة 1954 ومعه ساهم في الفوز ببطولة دوري الدرجة الأولى موسم 1956-1957 كما احتل المركز الثاني في لائحة الهدافين في نفس الموسم خلف جاست فونتين . في سنة 1959 انتقل إلى غريمه نادي ليون وفي سنة 1961 انتقل إلى نادي باريس وبعدها قرر اعتزال لعب كرة القدم نهائيا في 1962 . في سنة 1961 أسس مع صديقه جوست فونتين رابطة لاعبي كرة القدم المحترفين الفرنسية . ابنه وليام نجو ليا اتجه إلى عالم كرة القدم أيضا مثل والده .

## روابط خارجية
- إيوجين نجو ليا على موقع قاعدة بيانات كرة القدم.إي يو (الإنجليزية)